# Anadendrum montanum
Anadendrum montanum är en kallaväxtart som beskrevs av Heinrich Wilhelm Schott. Anadendrum montanum ingår i släktet Anadendrum och familjen kallaväxter. Inga underarter finns listade.